# Zdeněk Blatný
Zdeněk Blatný (né le 14 janvier 1981 à Brno en Tchécoslovaquie aujourd'hui ville de République tchèque) est un joueur professionnel de hockey sur glace.  

## Carrière en club
Il commence sa carrière dans la Western Hockey League avec les Thunderbirds de Seattle en 1998-1999 avant de participer au repêchage d'entrée dans la Ligue nationale de hockey lors de l'été qui va suivre. Sélectionné par les Thrashers d'Atlanta en tant que 68e joueur du repêchage (en troisième ronde), il ne rejoint pas pour autant et continue pendant deux saisons dans la WHL.
En 2001, il fait ses débuts dans la Ligue américaine de hockey avec l'équipe affiliée à la franchise des Thrashers, les Wolves de Chicago. Il joue également pour les Grrrowl de Greenville de l'ECHL. En 2003-2004, il joue une quinzaine de matchs dans la LNH avec Atlanta mais ne parvient pas à se faire une place dans l'équipe.
En 2004-2005, pour le « lock-out » de la LNH, il joue la saison en Europe en jouant d'abord en Finlande pour le Pelicans Lahti de la SM-liiga puis pour le club du HC Znojemští Orli de l’Extraliga tchèque.
En 2005-2006, il joue cinq matchs avec les Bruins de Boston, qu'il rejoint en retour de Brian Eklund, et une trentaine avec les Bruins de Providence de la LAH avant de rejoindre en février le Lightning de Tampa Bay. Il ne joue pas pour autant et passe la fin de la saison avec les Falcons de Springfield dans la LAH. En 2006-2007, il joue un peu avec les Falcons puis signe pour la fin de la saison avec le MODO hockey de Finlande.
En 2007-2908, il signe un contrat match par match avec l'équipe de la Ligue nationale A suisse mais en cours de saison, il retourne dans son pays pour jouer pour le HC Bílí Tygři Liberec. Ce dernier se qualifie pour les séries mais va perdre en demi-finale contre le futur champion de l'Extraliga, le HC Slavia Praha.

## Statistiques
Pour les significations des abréviations, voir Statistiques du hockey sur glace.
| Saison     | Équipe                    | Ligue              |    | Saison régulière | Saison régulière | Saison régulière | Saison régulière | Saison régulière |    | Séries éliminatoires | Séries éliminatoires | Séries éliminatoires | Séries éliminatoires | Séries éliminatoires |
| Saison     | Équipe                    | Ligue              | PJ | B                | A                | Pts              | Pun              | PJ               | B  | A                    | Pts                  | Pun                  |                      |                      |
| 1998-1999  | Thunderbirds de Seattle   | LHOu               | 44 | 18               | 15               | 33               | 25               | 11               | 4  | 0                    | 4                    | 24                   |                      |                      |
| 1999-2000  | Thunderbirds de Seattle   | LHOu               | 7  | 4                | 5                | 9                | 12               | -                | -  | -                    | -                    | -                    |                      |                      |
| 1999-2000  | Ice de Kootenay           | LHOu               | 61 | 43               | 39               | 82               | 119              | 21               | 10 | 17                   | 27                   | 46                   |                      |                      |
| 2000-2001  | Ice de Kootenay           | LHOu               | 58 | 37               | 48               | 85               | 120              | 11               | 8  | 10                   | 18                   | 24                   |                      |                      |
| 2001-2002  | Grrrowl de Greenville     | ECHL               | 12 | 5                | 5                | 10               | 17               | 9                | 2  | 8                    | 10                   | 14                   |                      |                      |
| 2001-2002  | Wolves de Chicago         | LAH                | 41 | 4                | 3                | 7                | 30               | 3                | 2  | 0                    | 2                    | 0                    |                      |                      |
| 2002-2003  | Wolves de Chicago         | LAH                | 72 | 12               | 9                | 21               | 62               | 9                | 0  | 2                    | 2                    | 20                   |                      |                      |
| 2002-2003  | Thrashers d'Atlanta       | LNH                | 4  | 0                | 0                | 0                | 0                | -                | -  | -                    | -                    | -                    |                      |                      |
| 2003-2004  | Wolves de Chicago         | LAH                | 61 | 11               | 23               | 34               | 115              | 10               | 0  | 4                    | 4                    | 24                   |                      |                      |
| 2003-2004  | Thrashers d'Atlanta       | LNH                | 16 | 3                | 0                | 3                | 6                | -                | -  | -                    | -                    | -                    |                      |                      |
| 2004-2005  | Pelicans Lahti            | SM-liiga           | 9  | 1                | 1                | 2                | 32               | -                | -  | -                    | -                    | -                    |                      |                      |
| 2004-2005  | HC Znojemští Orli         | Extraliga          | 15 | 3                | 4                | 7                | 28               | -                | -  | -                    | -                    | -                    |                      |                      |
| 2005-2006  | Bruins de Providence      | LAH                | 35 | 8                | 22               | 30               | 21               | -                | -  | -                    | -                    | -                    |                      |                      |
| 2005-2006  | Bruins de Boston          | LNH                | 5  | 0                | 0                | 0                | 2                | -                | -  | -                    | -                    | -                    |                      |                      |
| 2005-2006  | Falcons de Springfield    | LAH                | 31 | 14               | 15               | 29               | 20               | -                | -  | -                    | -                    | -                    |                      |                      |
| 2006-2007  | Falcons de Springfield    | LAH                | 19 | 5                | 8                | 13               | 18               | -                | -  | -                    | -                    | -                    |                      |                      |
| 2006-2007  | MODO hockey               | Elitserien         | 16 | 2                | 1                | 3                | 44               | 20               | 3  | 4                    | 7                    | 34                   |                      |                      |
| 2007-2008  | HC Ambri-Piotta           | LNA                | 10 | 2                | 3                | 5                | 14               | -                | -  | -                    | -                    | -                    |                      |                      |
| 2007-2008  | HC Bílí Tygři Liberec     | Extraliga          | 23 | 4                | 5                | 9                | 73               | 11               | 0  | 1                    | 1                    | 22                   |                      |                      |
| 2008-2009  | HC Bílí Tygři Liberec     | Extraliga          | 51 | 4                | 21               | 25               | 129              | 3                | 0  | 0                    | 0                    | 0                    |                      |                      |
| 2008-2009  | HC Benátky nad Jizerou    | 1.liga             | 1  | 1                | 1                | 2                | 2                | -                | -  | -                    | -                    | -                    |                      |                      |
| 2009-2010  | HC Bílí Tygři Liberec     | Extraliga          | 50 | 7                | 8                | 15               | 42               | 15               | 0  | 1                    | 1                    | 37                   |                      |                      |
| 2010-2011  | EC Hannover Indians       | 2. Bundesliga      | 6  | 2                | 4                | 6                | 4                | -                | -  | -                    | -                    | -                    |                      |                      |
| 2010-2011  | HC Košice                 | Extraliga slovaque | 4  | 0                | 1                | 1                | 2                | -                | -  | -                    | -                    | -                    |                      |                      |
| 2010-2011  | HC Dukla Trenčín          | Extraliga slovaque | 12 | 1                | 9                | 10               | 8                | 11               | 3  | 2                    | 5                    | 16                   |                      |                      |
| 2011-2012  | Graz 99ers                | EBEL               | 47 | 20               | 26               | 46               | 70               | -                | -  | -                    | -                    | -                    |                      |                      |
| 2012-2013  | Vienna Capitals           | EBEL               | 33 | 8                | 8                | 16               | 27               | -                | -  | -                    | -                    | -                    |                      |                      |
| 2013-2014  | Orli Znojmo               | EBEL               | 40 | 9                | 20               | 29               | 61               | 5                | 2  | 2                    | 4                    | 13                   |                      |                      |
| 2014-2015  | Frederikshavn White Hawks | Metal Ligaen       | 5  | 3                | 5                | 8                | 6                | -                | -  | -                    | -                    | -                    |                      |                      |
| 2014-2015  | Dornbirner EC             | EBEL               | 25 | 8                | 2                | 10               | 53               | -                | -  | -                    | -                    | -                    |                      |                      |
| Totaux LNH | Totaux LNH                | Totaux LNH         | 25 | 3                | 0                | 3                | 8                | -                | -  | -                    | -                    | -                    |                      |                      |

## Carrière internationale
Il représente la République tchèque lors du championnat du monde junior 2001 et il remporte la médaille d'or.